# 佐分慎一郎
佐分 慎一郎（旧字体：佐分󠄁 愼一郞、さぶり しんいちろう、安政4年12月2日〈1858年1月16日〉 - 1915年〈大正4年〉5月16日）は、明治・大正時代に活動した愛知県一宮市（旧・中島郡一宮町）の政治家・実業家である。政界では一宮町会議員や一宮町長を歴任。実業界では一宮紡績社長や一宮瓦斯初代常務などを務めた。庶子に洋画家の佐分眞がいる。

## 経歴
安政4年12月2日（新暦：1858年1月16日）、佐分新三郎の長男として生まれる。1880年（明治13年）1月に家督を相続した。青年期には教職に就いた。
1889年（明治22年）10月、町村制施行に伴う一宮町会議員選挙で当選した。一宮町会議員は以後26年にわたり連続で務めることになる。その間の1898年（明治31年）5月17日付で第6代一宮町長に就任し、1900年（明治33年）4月20日付で辞任するまでの約2年間在任した。また1903年（明治36年）9月から1907年（明治40年）9月まで中島郡会議員を兼ねた。
一宮の実業界では1881年（明治14年）に一宮銀行が設立された。佐分は1887年（明治20年）1月の株主総会で一宮銀行取締役に選出されていることが確認できる（発足初期の資料を欠くためそれ以前から務めているかは不明）。1895年（明治28年）11月、一宮銀行関係者により貯蓄銀行として一宮貯蓄銀行が設立されるとその取締役も兼ねた。同じく同年11月紡績会社として一宮紡績が設立された際には佐分も発起人に加わり、取締役に就任した。一宮紡績では森東一郎の後任として1903年（明治36年）より第2代社長を務めている。一宮紡績は日露戦争直後の好況期には活況を呈したが1907年（明治40年）に戦後恐慌が発生すると一転資金難に陥ったため、佐分は自身が監査役を兼ねる三重紡績（東洋紡の前身）に合併を持ち掛けた。三重紡績との合併は仮契約締結まで進んだものの株主総会で否決され、株主主導で一宮紡績は日本紡績（ユニチカの前身）へと合併された。
一宮では土川弥七郎らと電力会社・ガス会社の起業にも関わり、1909年（明治42年）4月一宮瓦斯（後の尾州電気）が設立されると常務取締役に、1912年（明治45年）2月一宮電気が設立されると取締役にそれぞれ就いた（ただし一宮電気取締役は翌年辞任）。町外では1902年（明治35年）6月西春日井郡金城村（現・名古屋市）所在の帝国撚糸で取締役に就任した。この帝国撚糸は機械撚糸を営む会社であるが、織物業兼営のため1907年2月帝国撚糸織物へと改組される。佐分は帝国撚糸織物でも引き続き取締役を務めた。
愛知県外では1909年8月、福岡市に福博電気軌道が設立された際取締役に選ばれた。同社は福岡市内での路面電車建設を目指し福澤桃介（社長就任）や松永安左エ門（専務就任）らが起業した会社である。松永の回想によると、出資者を探していた松永が友人の田中徳次郎を介して佐分に会社への出資を持ち掛けたという。1911年（明治44年）、福博電気軌道は福岡市の電力会社博多電灯に合併され博多電灯軌道となる。佐分は同年11月博多電灯軌道の取締役に選ばれたが、翌年6月、同社が佐賀県の九州電気と合併し九州電灯鉄道となった際に取締役から監査役へと移った。
1915年（大正4年）5月16日に死去した。一宮町会議員や一宮銀行・一宮貯蓄銀行・一宮瓦斯・帝国撚糸織物各取締役、九州電灯鉄道監査役に在任中であった。

## 家族・親類
- 父 ： 佐分新三郎[1]
- 妻 ： ちか（吉川嘉一士族の長女）[1]
- 庶子 ： 佐分眞（洋画家）[22]
  - 眞の生母は田中たま[1]。純一によると名古屋の花柳界で有名な芸妓であった[23]。たまの実弟は実業家の田中徳次郎[24]。
- 孫 ： 佐分純一（眞の長男、フランス文学者）